# Monotropus brancoi
Monotropus brancoi är en skalbaggsart som beskrevs av Baraud 1979. Monotropus brancoi ingår i släktet Monotropus och familjen Melolonthidae. Inga underarter finns listade i Catalogue of Life.